# Рыхторовы
Рыхторовы — древний русский дворянский род,
При подаче документов (1686) для внесения рода в Бархатную книгу, была предоставлена родословная роспись Рыхторовых.

## Происхождение и история рода
Род происходит от выходца из «Цесарской земли» Даниила Ивановича Рыхторова, «мужа честна», въехавшего в Москву служить царю Иоанну IV.
Внуки его приняли православную веру. Иван Иванович Рыхторов был при царе Алексее Михайловиче московский дворянин (1658—1677) воеводой в Чугуеве (1677—1678), а потом судьёй у татарских мурз и тарханов в Казани.
Род Рыхторовых пресёкся в начале XVIII века.